# Hideki Kaji
Hideki Kaji (カジ ヒデキ ou 加地秀基, Kaji Hideki, né le 8 mai 1967 au Japon) est un chanteur japonais, auteur-compositeur-interprète, musicien et producteur de musique. Il débute en 1987 comme bassiste du groupe de rock Neurotic Doll, avant de rejoindre le groupe Bridge en 1989. À sa séparation en 1996, il continue sa carrière en solo. Il sort plusieurs disques pop/rock en solo, et écrit aussi des chansons pour d'autres artistes.

## Discographie

### Singles solo
- La Boom ~Datte MY BOOM IS ME~ (ラ・ブーム～だってMY BOOM IS ME～?) (1997.1.6)
- HERE IS OUR STREET / Natsumonogo (夏物語?) (1997.4.16)
- EGGSTONE / Tamago no Naka no Yukubou (たまごの中の欲望?) (1997.5.14)
- Hey Hey Baby Pop / Koibito ga Matteiru (ヘイ・ヘイ・ベイビー・ポップ / 恋人が待っている?) (1997.6.18)
- GREEN ROAD (1997.11.19)
- SUDDENLY, SIBYLLA (1998.1.7)
- COROLLA II ni Koi wo Shita (カローラIIに恋をした?) (1998.2.11)
- QUEEN SOUND BABBLES AGAIN (1999.2.1)
- MR.SWEDEN (1999.6.2)
- lvy lvory lvy (2000.7.12)
- THIS IS STILL OK (2000.11.29)
- My Love, My Milk (2001.3.23)
- Separate Ways (2001.7.25)
- Footballing Weekenders (2002.3.6)
- Fantastic Game (2003.5.8)
- 亜熱帯ガール/ HAPPY TALK (2010.9.8)

### Albums solo
- MINI SKIRT (1997.1.29)
- TEA (1998.1.28)
- 15 ANGRY MEN (1999.7.1)
- the fireworks candy+puppydog store (1999.9.1)
- You will Love me (2000.8.9)
- From Cafe Scandinavia With Love - for cafe Après-midi (2001.6.27)
- A LONG WEEK-END (2002.5.29)
- Enjoy the game (2003.7.2)
- lov songs (2004.7.14)
- NEW PRETTY (2006.6.7)
- Towns and Streets (2007.10.24)
- lolipop (2008.10.22)
- STRAWBERRIES AND CREAM (2009.10.21)

Mini-albums
- MUSCAT E.P. (1996.8.9)
- AUGUST E.P. (1998.7.29)
- Good Morning Call Song (2004.3.24)
- BLUE BOYS DON’T CRY e.p. (2009.5.20)